# Kostijerevo
Kostijerevo (cyr. Костијерево) – wieś w Bośni i Hercegowinie, w Republice Serbskiej, w mieście Zvornik. W 2013 roku liczyła 506 mieszkańców.